# Галучо (Казерта)
Галучо (итал. Galluccio) је насеље у Италији у округу Казерта, региону Кампанија.
Према процени из 2011. у насељу је живело 52 становника. Насеље се налази на надморској висини од 296 м.

## Становништво
| 1931. | 1936. | 1951. | 1961. | 1971. | 1981. | 1991. | 2001. | 2011. |
| ----- | ----- | ----- | ----- | ----- | ----- | ----- | ----- | ----- |
| 4.186 | 4.354 | 4.465 | 3.780 | 2.898 | 2.555 | 2.453 | 2.385 | 2.239 |